# Anders W. Berthelsen
Anders W. Berthelsen (født 28. september 1969 i Rødovre) er en dansk skuespiller og filminstruktør. Han blev uddannet fra Statens Teaterskole i 1994. Han spillefilmdebuterede i Portland (1996) af Niels Arden Oplev og fik sit folkelige gennembrud i DR's populære tv-serie TAXA (1997-1999). Berthelsen medvirkede sideløbende i de to Dogme-film Mifunes sidste sang (1999) og Italiensk for begyndere (2000), der sikrede ham to Robert- og to Bodil-nomineringer.
Berthelsen var en meget brugt skuespiller i 2000'erne. Han spillede den idealistiske Palle From i DR's stortanlagte periodeserie Krøniken (2004-2006), som sikrede ham TV Prisen for bedste skuespiller i 2004. Derudover havde han roller i blandt andet Kongekabale (2004), Drømmen (2006), Kærlighed på film (2007), Det som ingen ved (2008) og Dansen (2008). Han modtog en Robert-nominering for sin præstation i både Kærlighed på film og Det som ingen ved. I 2010'erne medvirkede han i de tre folkekære Klassefesten-film (2011-2016). Han spillede desuden hovedrollen i Rosa Morena (2011) og Superclásico (2011), der begge sikrede ham en Robert-nominering. Han havde også markante biroller i komedierne Ditte & Louise (2018) og Mødregruppen (2019).
Berthelsen debuterede som spillefilminstruktør med Ser du månen, Daniel i 2019, som han instruerede med sin mangeårige samarbejdspartner Niels Arden Oplev. Filmen vandt prisen for Årets danske film ved Svendprisen i 2020.

## Hæder
Bodilprisen
| År   | Modtager/nomineret arbejde | Pris                                       | Resultat  |
| ---- | -------------------------- | ------------------------------------------ | --------- |
| 2012 | Superclásico               | Bodilprisen for bedste mandlige hovedrolle | Nomineret |
| 2015 | Kapgang                    | Bodilprisen for bedste mandlige birolle    | Nomineret |
| 2019 | Ditte & Louise             | Bodilprisen for bedste mandlige birolle    | Nomineret |

Robertprisen
| År   | Modtager/nomineret arbejde | Pris                              | Resultat  |
| ---- | -------------------------- | --------------------------------- | --------- |
| 2019 | Ditte & Louise             | Robert for årets mandlige birolle | Nomineret |
| 2020 | Ser du månen, Daniel       | Robert for årets instruktør       | Nomineret |
| 2020 | Ser du månen, Daniel       | Robert for årets mandlige birolle | Nomineret |

TV Prisen
| År   | Modtager/nomineret arbejde | Pris                          | Resultat |
| ---- | -------------------------- | ----------------------------- | -------- |
| 2004 | Anders W. Berthelsen       | Årets mandlige tv-skuespiller | Vundet   |
| 2005 | Anders W. Berthelsen       | Årets mandlige tv-skuespiller | Vundet   |

## Privat liv
Han blev i foråret 1999 gift med produktionsleder Christina Pind Rasmussen i Sankt Lukas Kirke på Frederiksberg. Han blev far for første gang den 24. marts 2008 (2. påskedag) til en pige.

## Filmografi

### Film
| År   | Titel                                  | Rolle                     | Bemærkninger |
| ---- | -------------------------------------- | ------------------------- | ------------ |
| 1996 | Portland                               | Janus                     |              |
| 1996 | Café Hector                            | Martin                    | Kortfilm     |
| 1998 | Begravelsen                            |                           | Kortfilm     |
| 1999 | Mifunes sidste sang                    | Kresten                   |              |
| 1999 | Pizza King                             | Steen                     |              |
| 2000 | Italiensk for begyndere                | Andreas, nyuddannet Præst |              |
| 2000 | The weight of water                    |                           |              |
| 2001 | Fukssvansen                            | Carl                      |              |
| 2002 | Klatretøsen                            | Henrik, vagtmand          |              |
| 2002 | Jeg er bare den logerende              |                           | Kortfilm     |
| 2003 | Se dagens lys                          |                           |              |
| 2004 | Blinded                                |                           |              |
| 2004 | Tæl til 100                            |                           |              |
| 2004 | Kongekabale                            |                           |              |
| 2006 | Drømmen                                |                           |              |
| 2006 | Der var en gang en dreng               |                           |              |
| 2007 | Den sorte Madonna                      |                           |              |
| 2007 | Cecilie                                |                           |              |
| 2007 | Kærlighed på film                      |                           |              |
| 2007 | De fortabte sjæles ø                   |                           |              |
| 2008 | To verdener                            |                           |              |
| 2008 | Dansen                                 |                           |              |
| 2008 | Det som ingen ved                      |                           |              |
| 2008 | Jeg er bare den logerende              |                           | Kortfilm     |
| 2009 | Over gaden under vandet                |                           |              |
| 2009 | Julefrokosten                          |                           |              |
| 2009 | G-Force                                |                           |              |
| 2010 | Sandheden om mænd                      |                           |              |
| 2011 | Superclasico                           |                           |              |
| 2011 | Rosa Morena                            |                           |              |
| 2011 | Klassefesten                           | Andreas                   |              |
| 2014 | Klassefesten 2 - begravelsen           | Andreas                   |              |
| 2014 | Kapgang                                |                           |              |
| 2014 | Kartellet                              |                           |              |
| 2015 | Comeback                               |                           |              |
| 2016 | Klassefesten 3 - Dåben                 | Andreas                   |              |
| 2018 | Ditte & Louise                         |                           |              |
| 2018 | Mødregruppen                           |                           |              |
| 2019 | Ser du månen, Daniel                   |                           |              |
| 2020 | Erna i krig                            |                           |              |
| 2022 | Bamse                                  | Flemming Bamse Jørgensen  |              |
| 2022 | Rose                                   |                           |              |
| 2022 | Lille Allan - den menneskelige antenne |                           | Stemme       |
| 2022 | Alle for fire                          |                           |              |

### Tv-serier
| År          | Titel               | Rolle            | Bemærkninger      |
| ----------- | ------------------- | ---------------- | ----------------- |
| 1997 – 1999 | TAXA                | René Boye-Larsen |                   |
| 2002        | Hjerteafdelingen    |                  |                   |
| 2003        | Langt fra Las Vegas | Tino             | Sæson 4, afsnit 5 |
| 2003 – 2006 | Krøniken            | Palle From       |                   |
| 2008        | Album               |                  |                   |
| 2012        | Forbrydelsen III    |                  |                   |
| 2013        | Europamestrene      |                  |                   |
| 2019        | DNA                 | Rolf Larsen      |                   |
| 2025        | Danefæ              | Michael          |                   |

### Tegnefilm – har lagt stemme til
- 2000 – Dinosaurerne
- 2002 – Spirit - Hingsten fra Cimorron
- 2003 – Bjørne Brødre

### Teaterstykker
- 1998 – Naboerne
- 1999 – 2000 – Popcorn
- 2000 – Ildansigt
- 2000 – En sjælges død
- 2000 – Manden der bad om lov...
- 2001 – Hellig 3 kongers aften
- 2001 – Joker er trumf
- 2001 – 2003 – Enigma variationer
- 2004 – De ubekendte
- 2004 – Kopier
- 2005 – Noren
- 2005 – Forlad os vor skyld
- 2006 – Kat på varmt bliktag
- 2007 – Hedwig and the angry inch
- 2008 – Panik